# Паппенгейм, Соломон
Соломон Паппенгейм (2 февраля 1740, Бяла — 4 или 5 марта 1814, Бреслау) — германский филолог-гебраист и поэт.

## Биография
Был сыном раввина из Бялы, получил традиционное еврейское образование. впоследствии сам стал раввином в Бреслау. Более всего известен обширной работой о еврейских синонимах, вышедшей под заглавием «Jeriot Shelomoh» (Дигернфурт, 1784—1811). Другие работы его авторства: «Beiträge zur Berichtigung der Beweise vom Dasein Gottes aus der reinen Vernunft» (Бреслау, 1794); «Abermaliger Versuch über den ontologischen Beweis vom Dasein Gottes» (там же, 1800); «Arba Kosot» (подражание «Ночным думам» Юнга, Берлин, 1790). Как раввин был во время споров о ранних похоронах сторонником этой практики (чему посвятил ряд брошюр). Был оппонентом Давида Фридляндера, считая, что образование евреев должно находиться под контролем только еврейских общин, а не государства.